# 阮輝斗
阮輝斗（1914年5月8日—2008年9月22日），越南共和國法官、外交官，曾擔任越南共和國駐新德里總領事、駐摩洛哥王國大使等職務。1975年後定居美國，1997年加入反共組織自由越南革命政府，後擔任自由越南臨時政府“司法部長”。

## 生平
1914年5月8日，阮輝斗出生於越南北方的河內。
1933年，阮輝斗在西貢獲得法學博士學位。
1970年10月，總理陳善謙任命阮輝斗爲越南共和國駐新德里（印度）總領事。1974年，調任越南共和國駐摩洛哥王國大使。
1975年越南共和國滅亡後，阮輝斗從摩洛哥移居美國。
1997年，阮輝斗加入反共組織自由越南革命政府，擔任國家顧問委員會主席。1997年8月15日，阮有政成立自由越南聯盟（Liên đảng Việt Nam tự do），阮輝斗是該黨派的創始黨員，並擔任聯盟領導委員會主席。2003年1月19日，阮輝斗擔任自由越南臨時政府司法委員會主席。
2008年9月2日，阮輝斗逝世。

## 個人生活
阮輝斗已婚，育有四個子女。
阮輝斗是一名精通佛學的佛教徒，在擔任駐新德里總領事時，經常在業餘時間搜尋關於佛教和印度歷史文化的書籍，並參觀當地的宗教和歷史遺蹟。

## 著作
- 《越南訴訟民法》（Luật Dân sự Tố tụng Việt Nam）[7]

## 外部鏈接
- Biography of Mr. Nguyễn Huy Đẩu
- Inauguration Ceremony of The Government of Free Vietnam